# Anolis cuvieri
Anolis cuvieri är en ödleart som beskrevs av  Blasius Merrem 1820. Anolis cuvieri ingår i släktet anolisar, och familjen Polychrotidae. Inga underarter finns listade i Catalogue of Life.

## Bildgalleri

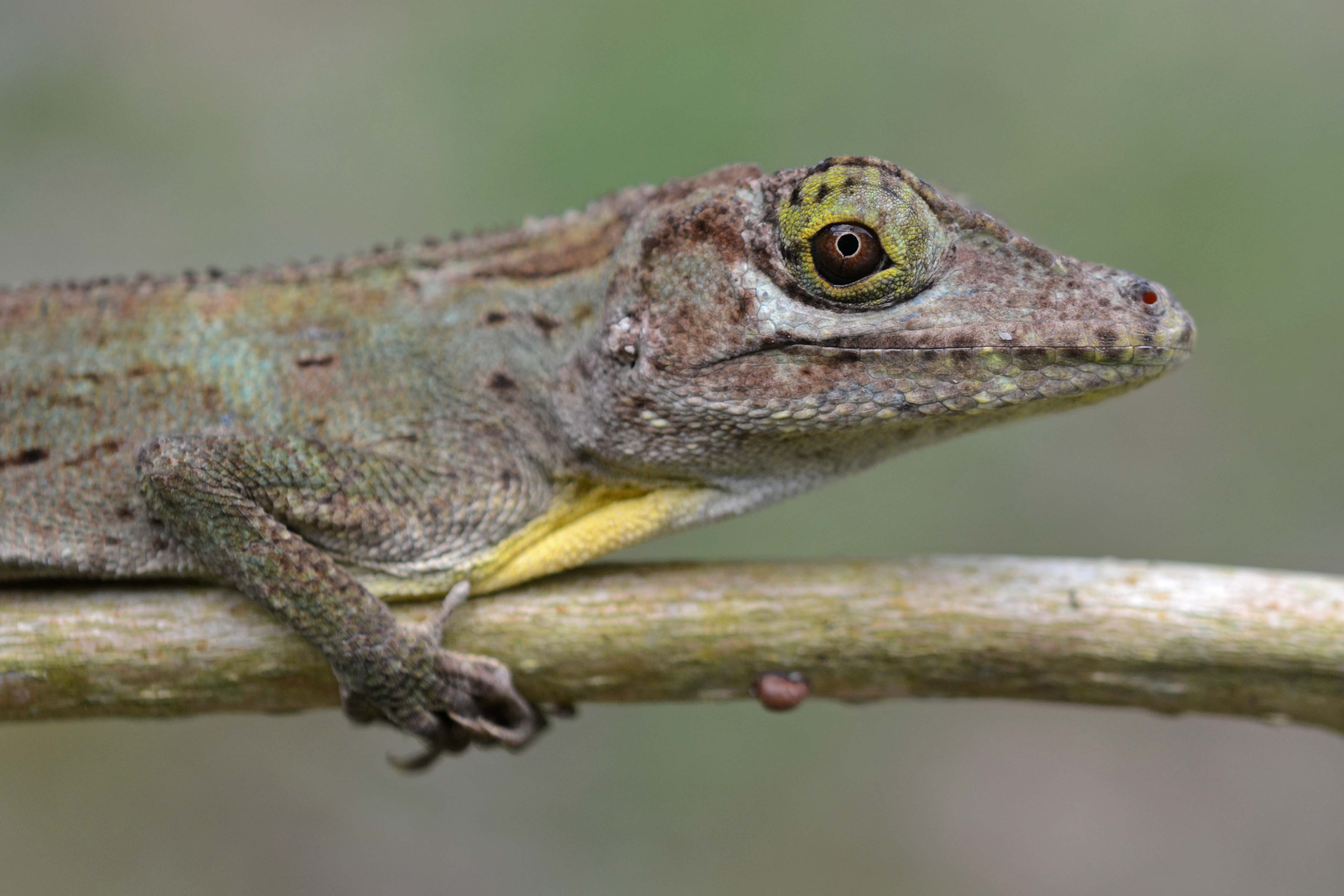